# Вільнозапорізька сільська територіальна громада
Вільнозапорізька сільська територіальна громада — територіальна громада в Україні, в Баштанському районі Миколаївської області. Адміністративний центр — село Вільне Запоріжжя.
Утворена 15 травня 2018 року шляхом об'єднання Вільнозапорізької, Новохристофорівської та Новоюр'ївської сільських рад Новобузького району.

## Населені пункти
До складу громади входить одне селище (Полтавка) і 21 село: Білоцерківка, Богомази, Вільне Запоріжжя, Діброва, Єфремівка, Лоцкине, Максимівка, Нововасилівка, Новоданилівка, Новокостянтинівка, Новополтавка, Новоселівка, Новохристофорівка, Новоюр'ївка, Пархомівка, Показне, Симонівка, Степове, Трояни, Чернігівка та Шевченкове.